# Liste der Kulturdenkmäler in Schutz (Eifel)
In der Liste der Kulturdenkmäler in Schutz sind alle Kulturdenkmäler der rheinland-pfälzischen Ortsgemeinde Schutz aufgeführt. Grundlage ist die Denkmalliste des Landes Rheinland-Pfalz (Stand: 17. Juli 2023).

## Einzeldenkmäler
| Bezeichnung                    | Lage                         | Baujahr                   | Beschreibung                                                                        | Bild                           |
| ------------------------------ | ---------------------------- | ------------------------- | ----------------------------------------------------------------------------------- | ------------------------------ |
| Quereinhaus                    | Burbergweg 2 Lage            | 1824                      | Lothringer Quereinhaus von 1824, Balken in der Diele nachweislich von 1524 gefällt. | BW                             |
| Katholische Kirche St. Barbara | Dorfstraße 3 Lage            | Ende des 19. Jahrhunderts | neugotischer Saalbau, Ende des 19. Jahrhunderts                                     | weitere Bilder Fotos hochladen |
| Wegekreuz                      | Hauptstraße, bei Nr. 17 Lage | 1706                      | Schaftkreuz, Sandstein, bezeichnet 1706                                             | BW                             |
| Hofanlage                      | Zur Lay 20 Lage              | 1854                      | Streckhof, bezeichnet 1854                                                          | BW                             |
| Regmühle                       | Zur Lay 22 Lage              |                           | ehemalige Mühle; Wohnhaus, Stallscheune                                             | BW                             |